# Castello di San Giorgio Monferrato
Il castello di San Giorgio Monferrato è un'antica roccaforte risalente al X secolo di San Giorgio Monferrato, in provincia di Alessandria.

## Collocazione e storia
La struttura è collocata nel centro storico e si erge sull'abitato.
La fondazione del castello risale al X secolo ed è una delle fortezze più antiche meglio conservate. Fu la sede di nobili famiglie ed accolse il tribunale dell'Inquisizione.
Nel XIII secolo Guglielmo VI del Monferrato investì del feudo la famiglia Avogadro. E l'ultimo dei Paleologi Giovanni Giorgio del Monferrato edificò le possenti mura del maniero. Nel 1533, col passaggio del Monferrato ai Gonzaga di Mantova (con Federico II di Mantova), il castello venne più volte occupato dai francesi e semidistrutto dagli spagnoli agli inizi del Seicento. Ferdinando Carlo di Gonzaga-Nevers cedette il castello alla famiglia Gozani che lo ricostruì e ne tenne la proprietà sino agli inizi del Nocevento.
La foresteria del castello è stata trasformata in Hotel - Ristorante con centro benessere.